# 0 (川畑要のアルバム)
『0（ゼロ）』は川畑要による1枚目のアルバム。2013年6月12日発売。タイでは6月19日、インドネシアでは11月14日にそれぞれ発売された。

## 解説
DVD同梱の初回限定盤と通常盤の2形態で発売。DVDは「TOKYO GIRL」「Breakthrough」「Let's Say I Do」3曲のミュージック・ビデオと、ドキュメント映像を収録。
本作は構想に1年をかけている。
川畑はタイトルについて「終わりのない始まり。0ってoとしてもOutputだったりOriginalityだったり円として回り続けるというか0からのスタートっていう意味もあるので」。
ジャケットのテーマは「最初の晩餐」。川畑は「僕の曲のフルコースを味わってください」。「Android」・「スターシップ」等の振付はRuiが担当。ブックレットのテーマはエアディナー。
収録曲の一部の作曲・編曲担当KUTは、川畑のソロデビュー後に結成。川畑・UTA・谷口尚久がメンバーとなる作家グループの名称。

## 楽曲
全17曲収録の本作は、2011年のソロツアー「2011 -breakthrough-」で初披露された「breakthrough」とのバージョン違いでピアノ主体アレンジの「breakthrough (0 Version)」、Bruce(이민영)、Abbie(김희영)が手掛けた「Stay by my side」の頭文字を取った「Flyin' to the sunrise」・「S.B.M.S.」収録。
「スターシップ」は2013年5月22日先行配信楽曲。MVディレクターはAT。演者は川畑と7人のダンサー（Rui・KEiSUKE・50・Taabow・marie・MIHO・kayo）。
「You」は夢へと歩みだすことの孤独と希望を歌詞に「ただ『好きだよ』、『愛してる』じゃなくもっとその先のもっともっと深い愛というかそういったものを歌いたいな」。
川畑は「unfinished」の歌詞について「直訳すると未完成、未完成だからこそ次の一歩が凄くわくわくするし完成してしまうと終わってしまうんじゃないかっていうのがいつも自分の中であって。完成しているひとなんていないし、未完成だからこそ明日がある」。
2008年に谷口よりトラックが創られた「Pump It Up」は「荒い部分をあえて吐き出したり」、「0」については「結構最後の方に録ったんですよね。これから誕生しようとしている」。

## キャンペーン
川畑は本作の拡販キャンペーンとして、2013年5月18日、HMV札幌ステラプレイスを皮切りに、5月25日TSUTAYA EBISUBASHI（大阪市）、6月1日タワーレコード福岡店、2日HMV栄（愛知県）の4店舗でインストア・トークショーを開催。その後、6月15日クイーンズスクエア横浜と翌16日あべのキューズモール（大阪市）にてフリーライブと先着予約・購入者限定握手会を開催した。

## 収録曲
CD
1. 〜intuition〜 [0:19]
作曲・編曲：KUT
2. 0 [3:20]
作詞：川畑要／作曲・編曲：KUT
3. スターシップ [5:20]
作詞：MICHICO／作曲：T.KURA・MICHICO／編曲：T.KURA
4. You [3:51]
作詞：田中秀典・川畑要／作曲：OPM・ Jackie Boyz aka Carlos Battey・Steven Battey／ 編曲：UTA
5. Let's Say I Do [3:43]
作詞：MICHICO／作曲：T.KURA・MICHICO／編曲：T.KURA
日本ジュエリー協会[3]「JJAジュエリーつながり愛キャンペーン」
2013年6月〜2014年5月CMソング
6. Flyin' to the sunrise [3:39]
作詞：田中秀典／作曲：Super Changddai・URU／編曲：Super Changddai（슈퍼 창따이）[10]
ユピテル「YERA」CMソング
7. S.B.M.S. [3:48]
作詞：NICE73／作曲：Bruce・Abbie(김희영)・川畑要／編曲：Bruce(이민영)
8. Pump It Up [3:49]
作詞・作曲：川畑要・谷口尚久／編曲：谷口尚久
9. TOKYO GIRL[3:30]
作詞：STY／作曲：STY・UTA／編曲：UTA
10. Android[4:17]
作詞：川畑要／作曲：UTA・川畑要／編曲：UTA
11. breakthrough (0 Version)[4:17]
作詞：田中秀典・川畑要／作曲：UTA・川畑要／編曲：UTA
12. unfinished[3:30]
作詞：川畑要・谷口尚久／作曲・編曲：UTA
13. 〜from 0〜[0:54]
作曲・編曲：KUT
14. Scream [3:37]
作詞：川畑要・谷口尚久／作曲・編曲：KUT
15. Dark Fantasy [3:22]
作詞：川畑要／作曲：川畑要・谷口尚久／編曲：谷口尚久
16. Fire [3:22]
作詞：川畑要　作曲・編曲：KUT
17. Breakthrough [4:44]
作詞：田中秀典・川畑要／作曲：UTA・川畑要／
編曲：鷺巣詩郎・挾間美帆・CHOKKAKU
ワーナー・ブラザース配給映画『「ベルセルク 黄金時代篇III 降臨」』エンディングテーマ
GREE「ベルセルク〜快進撃!怒涛の傭兵団〜」CM使用曲

### 初回限定盤
DVD
1. 「TOKYO GIRL」ミュージック・ビデオ
2. 「Breakthrough」ミュージック・ビデオ
3. 「Let's Say I Do」ミュージック・ビデオ
4. Documentary of 1st Album "0"
5. 川畑 要のワンコソバ・マスターへの道

## 演奏
- 川畑要
  - Vocal (#2-12.14.15.16.17)
  - Additional Synthesizer (#1)
- UTA
  - All Programming & Instruments (#1.2.4.9-14.16)
  - Additional Synthesizer (#8)
- 谷口尚久
  - All Programming & Instruments (#1.8.14.15.16)
  - Additional Synthesizer (#2.13)
- T.KURA：All Programming & Instruments (#3.5)
- 石成正人：Guitar (#7)
- SUNNY BOY：“YEAH!” Voice (#11)
- CHOKKAKU：Rhythm Programming, Guitars (#17)
- Perry Montague-Mason：1st Violin (#17)
- Emlyn Singleton：2nd Violin (#17)
- Peter Lale：Viola (#17)
- Anthony Pleeth：Cello (#17)
- Chris Lawrence：Contrabass (#17)
- Isobel Griffiths, Lucy Whalley：Orchestra Conductor (#17)

## 特典
TSUTAYA限定購入特典
- 2013年9月14日開催「川畑 要×TSUTAYA Special Acoustic Live」応募ハガキ
- 「KANAME KAWABATA LIVE TOUR 2013 ”0”」応募ハガキ
- 川畑 要サイン入りグッズプレゼント応募ハガキ

一部店舗先着購入特典
- アルバムポスター
- 発売イベント参加券
- ツアーバックステージMEET&GREET・逆ファンレター入りクリアファイル応募ハガキ

## 発売日一覧
| 地域         | 情報           | 規格                               | レーベル             |
| ------------ | -------------- | ---------------------------------- | -------------------- |
| 日本         | 2013年6月12日  | CD+DVD、CD、デジタル・ダウンロード | デフスターレコーズ   |
| タイ         | 2013年6月19日  | CD、デジタル・ダウンロード         | Sony Music Thailand  |
| インドネシア | 2013年11月14日 | CD                                 | Sony Music Indonesia |